# Convention des maires
La Convention des maires est le principal mouvement européen associant les autorités locales et régionales dans un engagement volontaire pour l’amélioration de l’efficacité énergétique et l’augmentation de l’usage des sources d’énergie renouvelable au sein de leurs territoires. Par leur engagement, les signataires de la Convention visent à respecter et à dépasser l’objectif de l’Union européenne de réduire les émissions de CO2 de 20 % d’ici 2020.
Après l’adoption, en 2008, du Paquet climat-énergie de l'Union européenne, la Commission européenne a lancé la Convention des maires afin d’appuyer et de soutenir les efforts déployés par les autorités locales pour la mise en œuvre des politiques en faveur des énergies durables. 
En raison de ses caractéristiques uniques qui font d’elle le seul mouvement de son genre en mesure de mobiliser des acteurs locaux et régionaux autour du respect des objectifs de l’Union européenne, la Convention des maires est décrite par les institutions de l’Union européenne comme un modèle exceptionnel de gouvernance multi-niveaux.

## Signataires de la Convention des maires
Les autorités locales européennes de toutes tailles, allant des petits villages aux capitales et aux grandes zones métropolitaines, sont éligibles à la signature de la Convention des maires. 
Les villes, villages et autres zones urbaines ont un rôle essentiel à jouer dans l’atténuation des effets du changement climatique car elles consomment les trois quarts de l’énergie produite au sein de l’Union européenne et sont responsables d’une portion similaire des émissions de CO2.  Les autorités locales occupent également une position idéale pour ce qui est de modifier le comportement des citoyens et d’aborder les questions relatives au climat et à l’énergie d’une manière globale, notamment par la conciliation des intérêts publics et privés et par l’intégration des questions relatives à l’énergie durable dans les objectifs généraux de développement local.
Pour les autorités locales, l’adhésion à la Convention des maires représente une possibilité de renforcer les efforts déployés au sein de leur territoire en matière de réduction des émissions de CO2, de bénéficier du soutien et de la reconnaissance de l’UE, ainsi que d’échanger leurs expériences avec leurs homologues européens.

## Engagements formels
Afin de respecter les objectifs de réduction des émissions de CO2 qu’ils se sont fixés, les signataires s’engagent à suivre une série d’étapes et acceptent que leurs actions fassent l’objet de comptes-rendus et d’un suivi. Dans le cadre d’un calendrier prédéfini, ils s’engagent formellement à remplir les conditions suivantes :
- Développer des structures administratives adéquates, ce qui inclut l’affectation de ressources humaines suffisantes, afin de pouvoir entreprendre les actions nécessaires,
- Préparer un Bilan des émissions,
- Dans un délai d’un an à compter de l’adhésion officielle à l’initiative de la Convention des maires, présenter un Plan d’action en faveur de l’énergie durable, en y intégrant des mesures concrètes conduisant à une réduction d’au moins 20 % des émissions de CO2 d’ici 2020,
- Au moins une fois tous les deux ans à compter de la présentation de leur Plan d’action en faveur de l’énergie durable, présenter un rapport de mise en œuvre aux fins d’évaluation, de suivi et de vérification.

Afin de respecter la nécessité de mobiliser les parties prenantes dans le développement des Plans d’action en faveur de l’énergie durable à l’échelle locale, les signataires s’engagent également à : 
- Partager leur expérience et leur savoir-faire avec d’autres autorités locales,
- Organiser des Journées locales de l’énergie afin de sensibiliser les citoyens au développement durable et à l’efficacité énergétique,
- Assister ou contribuer à la cérémonie annuelle de la Convention des maires, aux ateliers thématiques et aux réunions des groupes de discussion,
- Diffuser le message de la Convention dans les forums appropriés et, notamment, encourager d’autres maires à adhérer à la Convention.

## Plan d’action en faveur de l’énergie durable
Afin de respecter et de  dépasser les objectifs de l’UE en matière de climat et d’énergie, les signataires de la Convention des maires s’engagent à élaborer un Plan d’action en faveur de l’énergie durable (PAED) dans un délai d’un an à compter de leur adhésion à l’initiative. Ce plan d’action, validé par le conseil municipal, décrit les activités et les mesures prévues par les signataires afin d’honorer leurs engagements, avec les calendriers de réalisation correspondants ainsi qu’une liste des responsabilités attribuées dans ce cadre.
Divers supports techniques et méthodologiques (y compris le « Guide des PAED »  et le modèle de PAED, des comptes-rendus relatifs à des méthodologies et outils existants, etc.) apportent une orientation pratique ainsi que des recommandations claires sur l’ensemble du processus d’élaboration du PAED. Basé sur l’expérience pratique des autorités locales et développé en coopération étroite avec le Centre commun de recherche de la Commission européenne, ce dispositif d’appui fournit aux signataires de la Convention des principes clés ainsi qu’une approche étape par étape.

## Coordination et promotion

### Coordinateurs et Promoteurs de la Convention
Les Signataires de la Convention ne possèdent pas toujours les outils et ressources adéquates pour la préparation du Bilan des émissions, pour la rédaction du Plan d’action en faveur de l’énergie durable, ainsi que pour le financement des actions présentées dans ce Plan. Dans ce contexte, les provinces, les régions, les réseaux et les groupements de municipalités ont un rôle essentiel à jouer pour aider les signataires à honorer leurs engagements.
Les Coordinateurs de la Convention sont des autorités publiques de différents niveaux de l’administration (régional, provincial, national) qui fournissent une orientation stratégique aux signataires, de même qu’un soutien financier et technique pour le développement et la mise en œuvre de leurs Plans d’action en faveur de l’énergie durable. La Commission établit une distinction entre les « Coordinateurs territoriaux », constitués d’autorités infranationales décentralisées incluant les provinces, les régions et les groupements publics de municipalités, et les « Coordinateurs nationaux »  constitués d’organismes publics nationaux incluant les agences nationales pour l’énergie et les ministères chargés de l’énergie.
Les Promoteurs de la Convention sont des associations et réseaux régionaux, nationaux et européens d’autorités locales qui optimisent leur action de lobbying et leurs activités de communication et de mise en réseau afin de promouvoir l’initiative de la Convention des maires et de soutenir les engagements de leurs signataires.

### Bureau de la Convention des maires
Assistance technique, administrative et en matière de promotion, fournie quotidiennement aux signataires de la Convention ainsi qu’aux parties prenantes par le Bureau de la Convention des maires (CoMO), et gérée par un groupe de réseaux d’autorités locales et régionales, lequel est dirigé par Energy Cities, association européenne regroupant le CCRE, Climate Alliance, Eurocities et FEDARENE. Financé par la Commission européenne, le CoMO est chargé de la coordination générale de l’initiative.

### Institutions de l’Union européenne
Afin de soutenir l’élaboration et la mise en œuvre par les signataires de leurs Plans d’action en faveur de l’énergie durable, la Commission européenne a contribué au développement de mécanismes financiers en ciblant notamment les signataires de la Convention des maires. Parmi ces mécanismes figurent le programme ELENA (Dispositif européen d’assistance locale dans le domaine de l’énergie), créé en coopération avec la Banque européenne d’investissement pour les projets de grande envergure, et le programme ELENA-KfW, lequel a été créé en partenariat avec le groupe allemand KfW et offre une approche complémentaire afin de mobiliser des investissements durables de la part des municipalités de petites et moyennes tailles. 
Outre le soutien de la Commission européenne, la Convention bénéficie d’un soutien institutionnel complet, y compris de la part du Comité des régions qui a soutenu l’initiative depuis sa création ; du Parlement européen au sein duquel les deux premières cérémonies de signature se sont déroulées ; et de la Banque européenne d’investissement qui aide les autorités locales à débloquer leurs potentiels d’investissement.

### Centre commun de recherche
Le Centre commun de recherche de la Commission européenne est chargé d’apporter un soutien technique et scientifique à l’initiative. Il travaille en étroite collaboration avec le Bureau de la Convention des maires pour fournir aux signataires des modèles et des directives techniques claires en vue de les aider à honorer leurs engagements pris dans le cadre de la Convention des maires, ainsi que pour suivre la mise en œuvre des PAED et leurs résultats.

## Voir également
- Changement climatique
- Économie d'énergie
- Politique énergétique
- Semaine européenne de la mobilité
- Union européenne
- Programme-cadre pour la recherche et le développement technologique
- Politique régionale de l'Union européenne
- Centre commun de recherche
- Politique énergétique de l'Union européenne
- Énergie renouvelable